# Пеларгонія
Пеларго́нія, або кала́чики (Pelargonium L'Hér.) — рід квіткових рослин з родини геранієвих. Налічує близько 250 видів рослин, що походять переважно з Південної Африки (існує там близько 125 видів).
Часом геранню називають не лише рослини роду журавець (Geranium), а й рослини роду пеларгонія (Pelargonium), яких раніше відносили до гераней. Проте герань — другорядна ботанічна назва окремого роду споріднених рослин, українською «жураве́ць» (англ. cranesbill). Обидва роди належать до родини Geraniaceae. Лінней спочатку включив усі види в один рід, Geranium, але пізніше у 1789 році французький ботанік Шарль Луї Леритьє де Брютель розділив рослини на два роди.

## Опис
Багаторічні трав'янисті або напівчагарникові рослини.
Стебла прямостоячі або повзучі, гіллясті. Листки прості, пальчасті або пальчасто-розсічені.
Квітки різноманітного забарвлення, зібрані в мало- або багатоквіткові зонтичні суцвіття.

## Поширення
Багато видів ростуть у Східній Африці, ареал сягає на півночі до Близького Сходу (південь Туреччини та Іраку). Декілька видів ростуть в Австралії та Нова Зеландії, поодинокі ендемічні види є на острові Святої Єлени та на островах Тристан-да-Кунья. Пеларгонії є одними з найбільш поширених садових рослин у районах, вільних від морозу, окрім того їх вирощують як кімнатні рослини. У відкритому ґрунті не зимують.

## Види
У Флорі України зустрічаються два види — пеларгонія надрізанолиста (Pelargonium radula) та пеларгонія смугаста (Pelargonium zonale).
Серед декоративних пеларгоній розрізняють дві великі групи видів: кущові і ампельні. У свою чергу, кущові поділяють на квітучі й духмяні.
Квітучі види пеларгоній:
- Пеларгонія смугаста (Pelargonium zonale) — широко розповсюджена пеларгонія, часто культивується влітку у квітниках, має народну назву «калачики». Округлі, злегка лопатеві листки з невеликими зубцями. На листках помітні концентричні кола темно-зеленого або бурого забарвлення, які розділяють листя на зони. Звідси і назва — зональна пеларгонія. Суцвіття кулясті із простих або махрових квітів. Відомі сотні сортів з різноманітним забарвленням і формою квітів і малюнком листків. У горщику пеларгонія зональна досягає 30-60 см у висоту, але є сорти висотою і до 1,5 м.
- Пеларгонія крупноквіткова (Pelargonium grandiflorum) або пеларгонія домашня (Pelargonium domesticum) — більш популярна назва «королівська пеларгонія» або «пеларгонія Марти Вашингтон». Час цвітіння (з початку весни до середини літа) коротший, ніж у зональних пеларгоній, квітки більші, гофровані, часто більш ефектні і звичайно двоколірні. Листки із зубчастим краєм близько 7,5 см завширшки, характерного малюнку не мають. У горщику вони досягають 30-60 см у висоту.

Духмяні види пеларгоній:
- Пеларгонія головчаста (Pelargonium capitatum). Листя із запахом троянди. Рожево-лілові квітки. У відповідних умовах досягає 90 см.
- Пеларгонія кучерявенька (Pelargonium crispum). Дрібні, лопатеві блідо-зелені листки з лимонним запахом. Рожеві квітки. Досягає 60 см.
- Пеларгонія сильнопахуча (Pelargonium graveolens). Сильно розділені лопатеві листки із запахом троянди. Квітки від рожевих до рожево-червоних. Досягає 90 см.
- Пеларгонія ароматна (Pelargonium odoratissimum). Листя з ароматом яблук. Білі квітки. Висота близько 30 см.
- Пеларгонія повстяна (Pelargonium tomentosum). Великі округлі, злегка лопатеві листки із запахом перцевої м'яти. Дрібні білі квітки. Висота близько 60 см.

Ампельні види пеларгоній:
- Пеларгонія щитоподібна або плющеподібна (Pelargonium peltatum) має ребристі стебла, що стеляться, із плющеподібними листками. Прості або махрові зірчасті квітки звичайно рожевого або червоного тонів, іноді білих або яскраво-зелених, зрідка з червонуватою облямівкою. Ця група пеларгоній є чудовою прикрасою вікон (особливо в підвісних кошиках), балконів і веранд.

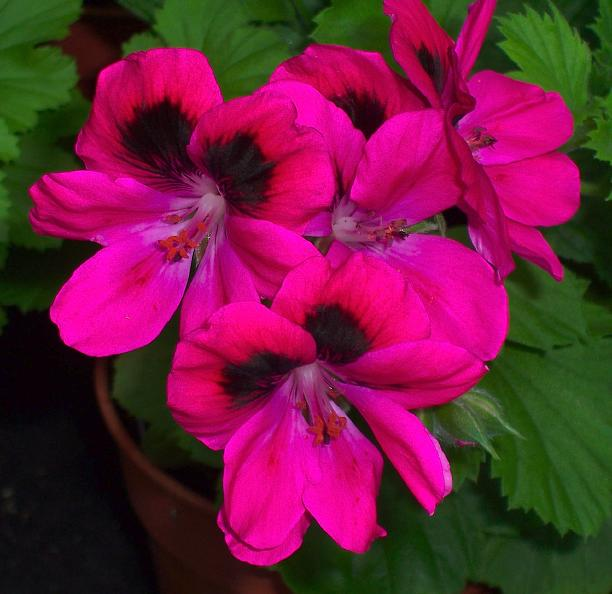
Королівська пеларгонія сорт Karl Offenstein
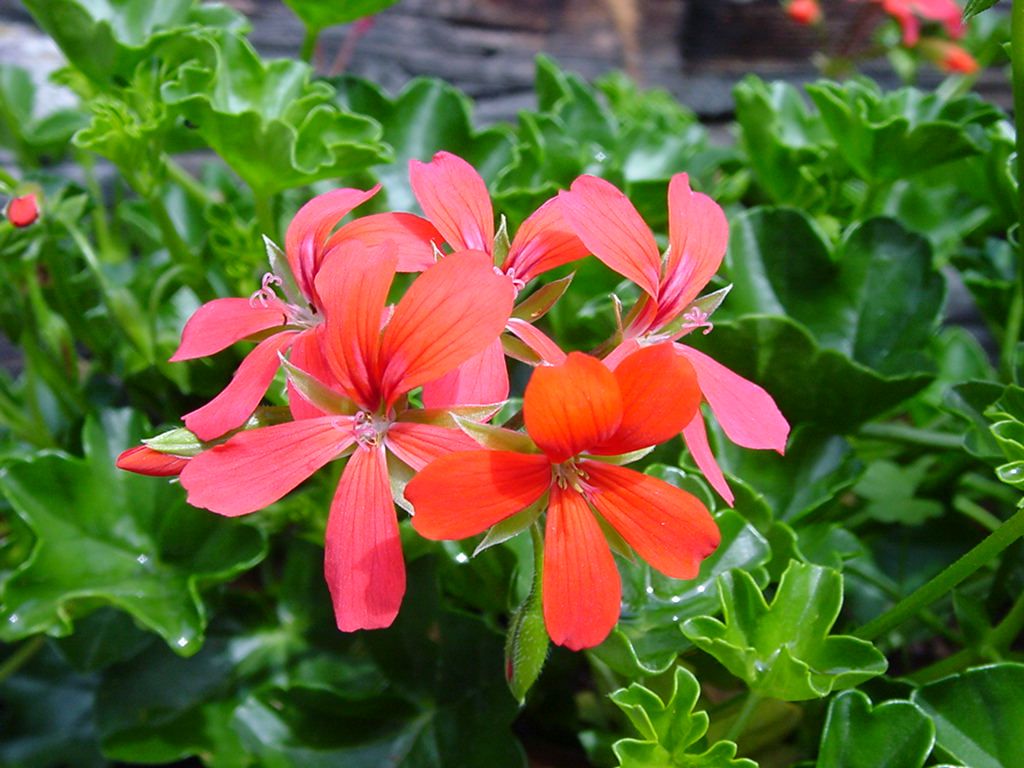
Пеларгонія плющевидна (Pelargonium peltatum)
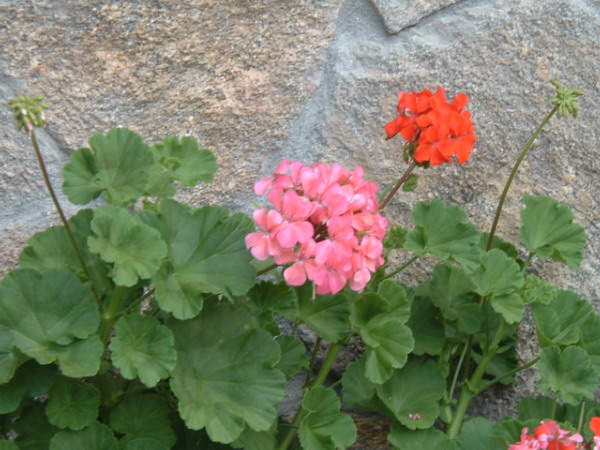
Зональна пеларгонія (Pelargonium zonale)
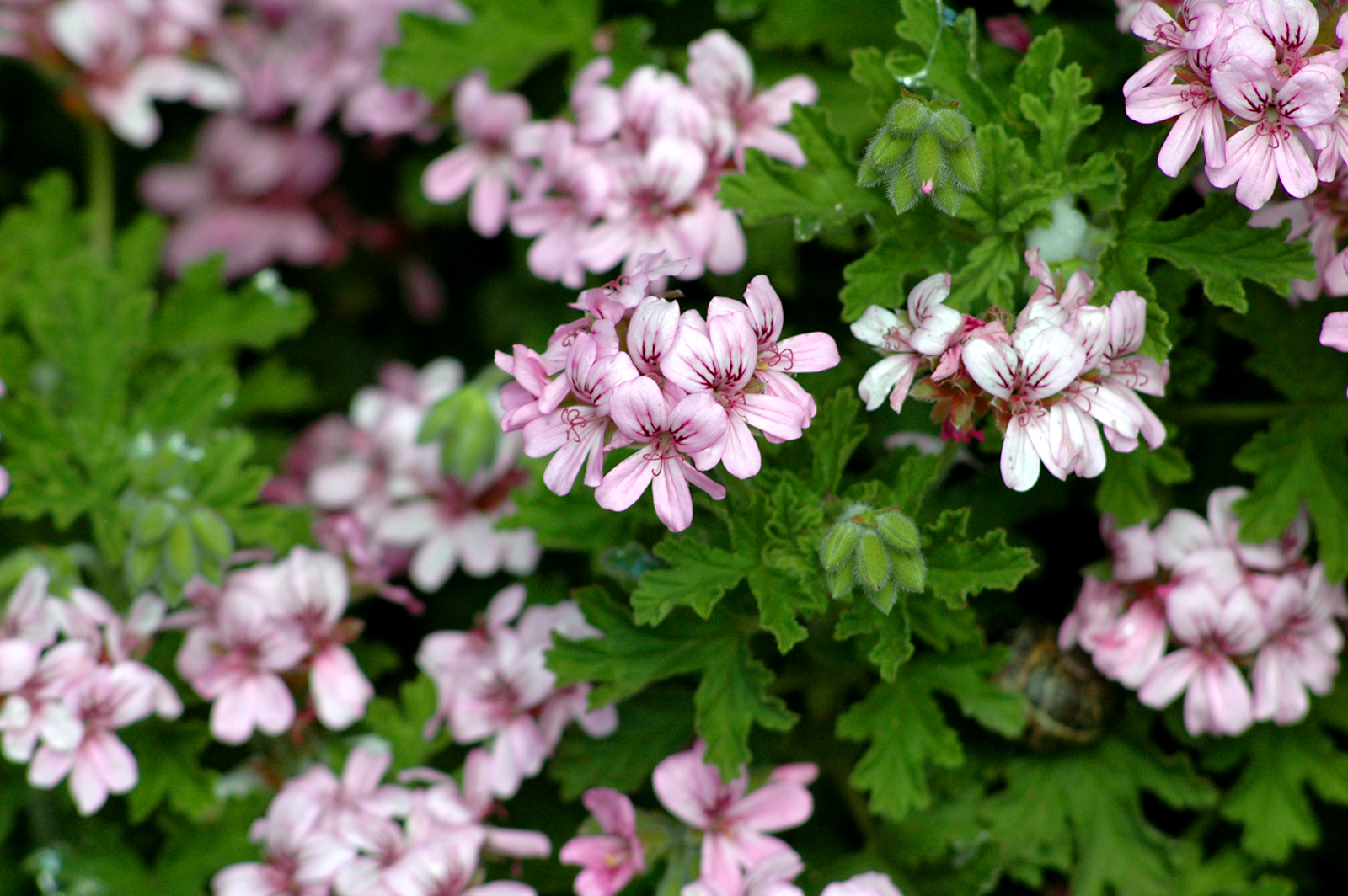
Пеларгонія сильнопахуча (Pelargonium graveolens)
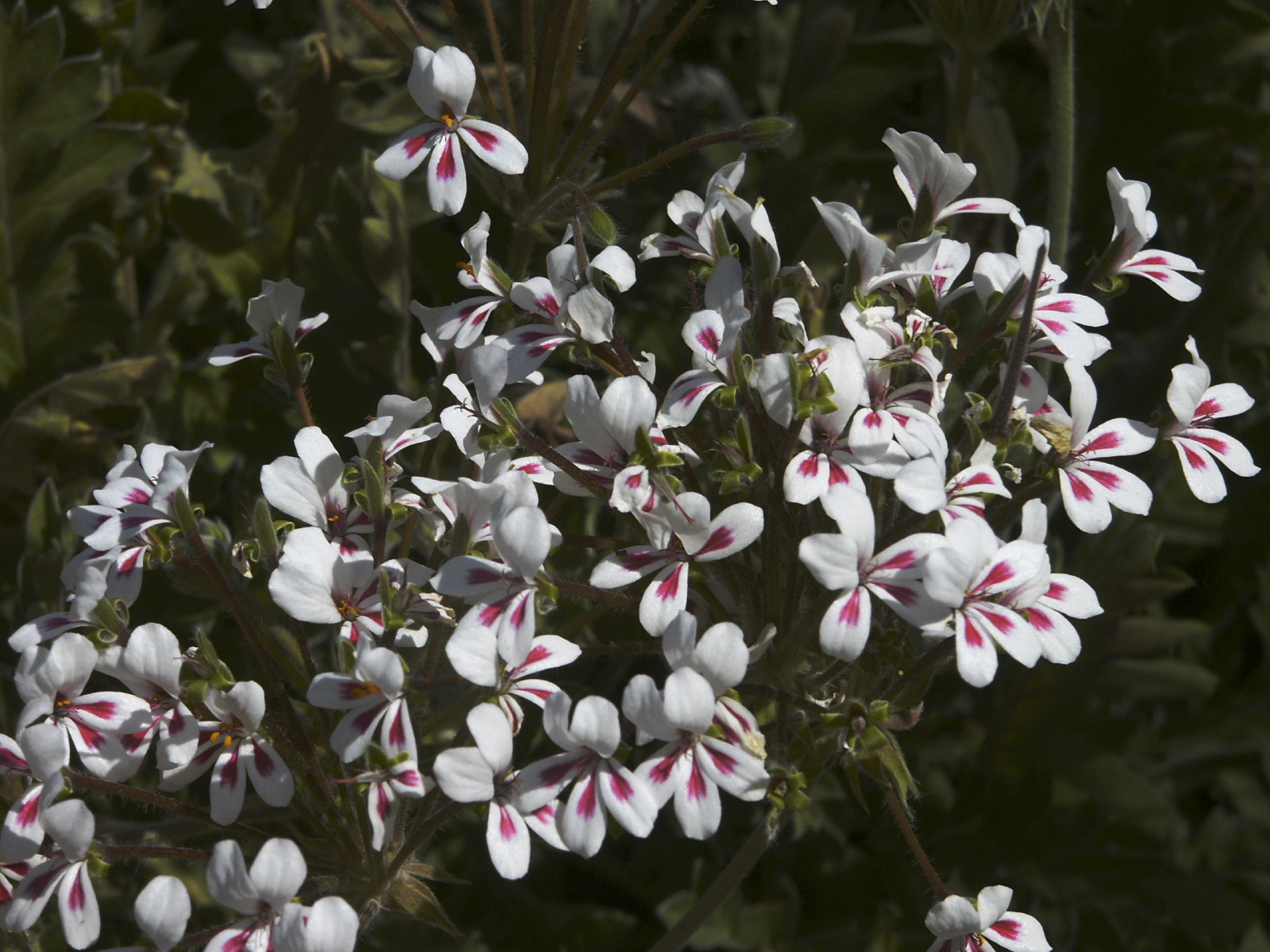
Дикоросла пеларгонія у Південній Африці
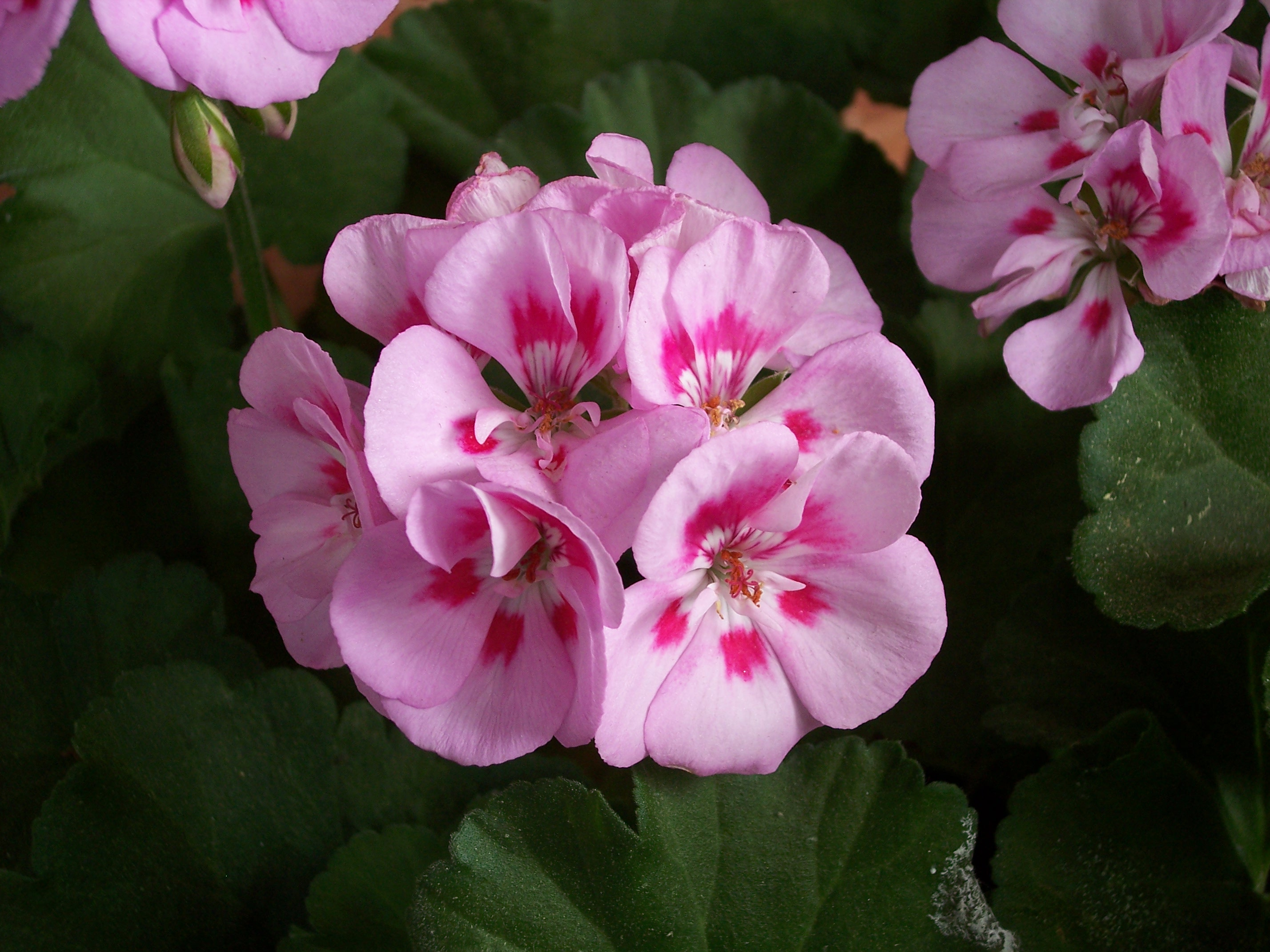
Зональна пеларгонія (Pelargonium hortorum)
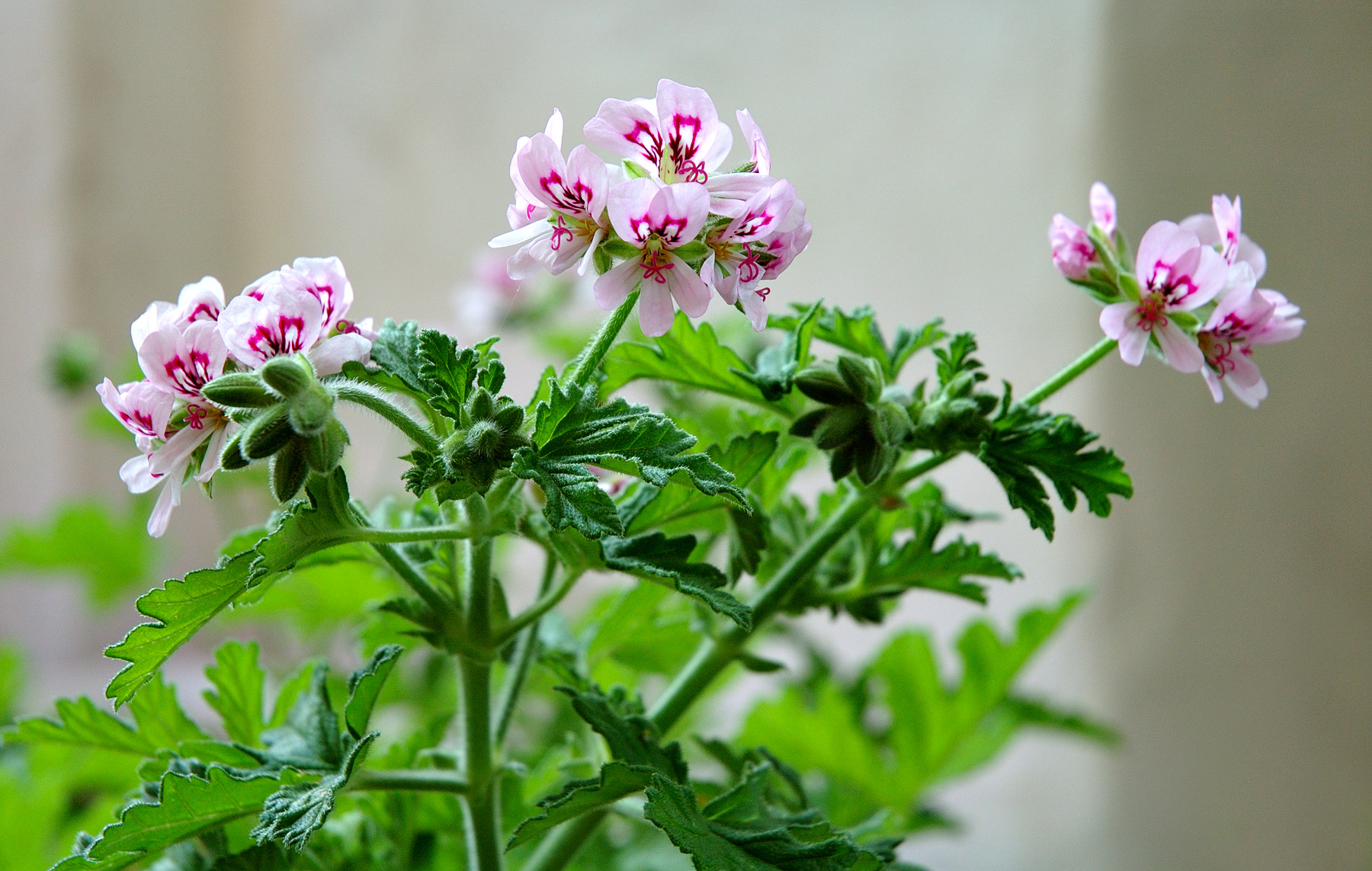
Духмяна пеларгонія

## Використання
Духмяні (запашні) пеларгонії вирощують заради ароматних листків, які містять запашну ефірну олію. Тому навіть при незначному дотику рослина видає злегка терпкий, але дуже приємний аромат. Ефірні олії пеларгонії широко застосовуються в медицині, парфумерній та кондитерській промисловості. З цією метою використовують такі види пеларгоній: P. capitatum (L.) L'Hér. ex Aiton, P. fragrans (Poir.) Willd., P. graveolens L'Hér. ex Aiton, P. krappeanum Knuth, P. odoratissimum (L.) L'Hér. ex Aiton, P. radula (Cav.) L'Hérit.
Екстракт кореня Pelargonium sidoides застосовується в медицині при інфекційних захворюваннях ЛОР-органів.